# Victor Sendin
Victor Sendin (ur. 4 sierpnia 1995 roku w Longjumeau) – francuski kierowca wyścigowy.

## Kariera

### Początki
Sendin rozpoczął karierę w jednomiejscowych samochodach wyścigowych w wieku 17 lat w 2012 roku w Toyota Racing Series New Zealand. Tam też z dorobkiem 286 punktów zakończył sezon na 18 pozycji w klasyfikacji generalnej. Dużo lepiej Francuz się spisał w Francuskiej Formule 4, gdzie wygrał dwa wyścigi na torach w Lédenon oraz w miejscowości Pau. Poza zwycięstwami jeszcze trzykrotnie stawał na podium. W ostatecznym rozrachunku uzbierał 122 punkty, co mu dało piątą pozycję w klasyfikacji końcowej.

### Formuła Renault
Na sezon 2013 Sendin podpisał kontrakt z francuską ekipą AV Formula na starty w Europejskim Pucharze Formuły Renault 2.0 (gościnnie) oraz Północnoeuropejskim Pucharze Formuły Renault 2.0. W edycji północnoeuropejskiej uzbierane 62 punkty dały mu 21 miejsce w klasyfikacji generalnej.

## Statystyki
| Sezon | Seria                                         | Zespół          | Wyścigi | Zwycięstwa | PP | NO | Podium | Punkty | Pozycja |
| ----- | --------------------------------------------- | --------------- | ------- | ---------- | -- | -- | ------ | ------ | ------- |
| 2012  | Toyota Racing Series New Zealand              | ETEC Motorsport | 9       | 0          | 0  | 0  | 0      | 286    | 18      |
| 2012  | Francuska Formuła 4                           | Signatech       | 14      | 2          | 0  | 0  | 5      | 122    | 5       |
| 2013  | Europejski Puchar Formuły Renault 2.0         | AV Formula      | 2       | 0          | 0  | 0  | 0      | 0      | NS†     |
| 2013  | Północnoeuropejski Puchar Formuły Renault 2.0 | AV Formula      | 7       | 0          | 0  | 0  | 0      | 62     | 21      |

† – Sendin nie był zaliczany do klasyfikacji